# つくしヤングラガーズ
つくしヤングラガーズは、福岡県大野城市にある、ジュニアラグビースクール。

## 主な出身選手
- 隈部拓也 - 元コカ・コーラレッドスパークス
- 中島恭介 - 元宗像サニックスブルース
- 田原耕太郎 - 元サントリーサンゴリアス、現サントリーサンゴリアスコーチングコーディネーター 兼 アシスタントコーチ
- 穂坂亘 - 元東京ガスラグビー部、現東京ガスラグビー部ヘッドコーチ
- 松本允 - 元九州電力キューデンヴォルテクス
- 権丈太郎 - 元NECグリーンロケッツ、現早稲田大学ラグビー蹴球部アシスタントコーチ
- 山田久寿 - 元コカ・コーラレッドスパークス
- 有田将太 - 元コカ・コーラレッドスパークス
- 有田隆平 - 元コカ・コーラレッドスパークス、現神戸製鋼コベルコスティーラーズ所属
- 合谷和弘 - クボタスピアーズ所属、2016年リオオリンピック出場、2021年東京オリンピック出場
- 鶴田馨 - NTTドコモレッドハリケーンズ所属
- 山﨑洋之 - クボタスピアーズ所属
- 木原三四郎 - 東京サントリーサンゴリアス所属